# Problema de Galois inverso
En teoría de Galois, el problema de Galois inverso plantea si todo grupo finito puede ser el grupo de Galois de alguna extensión de los números racionales. Este problema, propuesto inicialmente por Hilbert en el siglo XIX, permanece sin resolver.
Más generalmente, sea {\displaystyle G} un grupo finito dado, y sea {\displaystyle K} un cuerpo. Entonces la pregunta es: ¿existe una extensión de cuerpos galoisiana {\displaystyle L/K} tal que el grupo de Galois de la extensión sea isomorfo a {\displaystyle G}? Se dice que {\displaystyle G} es realizable sobre {\displaystyle K} si dicho cuerpo {\displaystyle L} existe.

## Resultados parciales
Pese a ser un problema abierto, se conocen muchos detalles sobre algunos casos particulares. Se sabe, por ejemplo (Šafarevič), que todo grupo finito es realizable sobre cualquier cuerpo de funciones en una variable sobre los números complejos {\displaystyle \mathbb {C} }, y más generalmente sobre cuerpos de funciones en una variable sobre cualquier cuerpo algebraicamente cerrado de característica cero. Šafarevič mostró que todo grupo finito resoluble es realizable sobre {\displaystyle \mathbb {Q} }. También se sabe que los 26 grupos esporádicos, a excepción del grupo de Mathieu {\displaystyle M_{23}}, son realizables sobre {\displaystyle \mathbb {Q} }.
Hilbert había mostrado que esta cuestión está relacionada con una pregunta de racionalidad para {\displaystyle G}: si {\displaystyle K} es una extensión cualquiera de {\displaystyle \mathbb {Q} }, en la que {\displaystyle G} actúa como grupo de automorfismos y el cuerpo fijo por {\displaystyle G}, {\displaystyle K^{G}}, es racional sobre {\displaystyle \mathbb {Q} }, entonces {\displaystyle G} es realizable sobre {\displaystyle \mathbb {Q} }. Aquí «racional» significa que es una extensión puramente trascendental de {\displaystyle \mathbb {Q} }, generada por un conjunto algebraicamente independiente. Este criterio puede, por ejemplo, emplearse para demostrar que todos los grupos simétricos son realizables.
Se ha profundizado mucho en esta cuestión, para la que aún no existe una resolución general. Algunos de los trabajos llevados a cabo se basan en construir {\displaystyle G} geométricamente como un recubrimiento de Galois de la recta proyectiva: en términos algebraicos, empezar con una extensión del cuerpo {\displaystyle \mathbb {Q} (t)} de funciones racionales en una indeterminada {\displaystyle t}; después aplicar el teorema de irreducibilidad de Hilbert para especializar {\displaystyle t}, de tal manera que se conserve su grupo de Galois.

## Un ejemplo sencillo: los grupos cíclicos
Es posible, mediante resultados clásicos, construir explícitamente un polinomio cuyo grupo de Galois sobre {\displaystyle \mathbb {Q} } sea el grupo cíclico {\displaystyle \mathbb {Z} /n\mathbb {Z} } para cualquier {\displaystyle n} positivo. Para hacer esto, elíjase un primo {\displaystyle p} tal que {\displaystyle p\equiv 1{\pmod {n}}}; esto es posible por el teorema de Dirichlet. Sea {\displaystyle \mathbb {Q} (\xi )} la extensión ciclotómica de {\displaystyle \mathbb {Q} } generada por {\displaystyle \xi }, donde {\displaystyle \xi } es una raíz p-ésima primitiva de la unidad; el grupo de Galois de {\displaystyle \mathbb {Q} (\xi )/\mathbb {Q} } es cíclico de orden {\displaystyle p-1}.
Puesto que {\displaystyle n} divide a {\displaystyle p-1}, el grupo de Galois tiene un subgrupo cíclico {\displaystyle H} de orden {\displaystyle (p-1)/n}. El teorema fundamental de la teoría de Galois implica que el correspondiente cuerpo fijo por {\displaystyle H}
{\displaystyle F=\mathbb {Q} (\xi )^{H}}
tiene grupo de Galois {\displaystyle \mathbb {Z} /n\mathbb {Z} } sobre {\displaystyle \mathbb {Q} }. Tomando las sumas de conjugados de {\displaystyle \xi } apropiadas, de acuerdo con la construcción de períodos de Gauss, se puede encontrar un elemento {\displaystyle \alpha } de {\displaystyle F} que genera {\displaystyle F} sobre {\displaystyle \mathbb {Q} }, y calcular su polinomio mínimo.
Este método puede extenderse para abarcar todos los grupos abelianos finitos, ya que cada uno de ellos aparece de hecho como cociente del grupo de Galois de alguna extensión ciclotómica de {\displaystyle \mathbb {Q} }. (Esta afirmación no debe confundirse con el teorema de Kronecker-Weber, un resultado mucho más profundo.)

### Ejemplo elaborado: el grupo cíclico de orden tres
Para {\displaystyle n=3}, podemos tomar {\displaystyle p=7}. En ese caso {\displaystyle {\text{Gal}}(\mathbb {Q} (\xi )/\mathbb {Q} )} es cíclico de orden seis. Tomemos el generador {\displaystyle \eta } de este grupo que manda {\displaystyle \xi } a {\displaystyle \xi ^{3}}. Estamos interesados en el subgrupo {\displaystyle H=\{1,\eta ^{3}\}} de orden dos. Considérese el elemento {\displaystyle \alpha =\xi +\eta ^{3}(\xi )}. Por construcción, {\displaystyle \alpha } queda fijo por {\displaystyle H}, y sólo tiene tres conjugados sobre {\displaystyle \mathbb {Q} }, dados por
{\displaystyle \alpha =\xi +\xi ^{6},\quad \beta =\eta (\alpha )=\xi ^{3}+\xi ^{4},\quad \gamma =\eta ^{2}(\alpha )=\xi ^{2}+\xi ^{5}}.
Usando la identidad {\displaystyle 1+\xi +\xi ^{2}+\ldots +\xi ^{6}=0}, encontramos que
{\displaystyle \alpha +\beta +\gamma =-1},
{\displaystyle \alpha \beta +\beta \gamma +\gamma \alpha =-2}, y
{\displaystyle \alpha \beta \gamma =1}.
Por lo tanto {\displaystyle \alpha } es una raíz del polinomio
{\displaystyle (x-\alpha )(x-\beta )(x-\gamma )=x^{3}+x^{2}-2x-1},
que en consecuencia tiene grupo de Galois {\displaystyle \mathbb {Z} /3\mathbb {Z} } sobre {\displaystyle \mathbb {Q} }.

## Grupos simétricos y alternados
Hilbert demostró que todos los grupos simétricos y alternados son grupos de Galois de polinomios con coeficientes racionales.
Por ejemplo, el polinomio {\displaystyle x^{n}+ax+b} tiene discriminante
{\displaystyle (-1)^{n(n-1)/2}[n^{n}b^{n-1}+(-1)^{1-n}(n-1)^{n-1}a^{n}]}.
Consideremos el caso especial
{\displaystyle f(x,s)=x^{n}-sx-s}.
Sustituyendo un entero primo por {\displaystyle s} en {\displaystyle f(x,s)} se obtiene como resultado un polinomio (llamado «especialización» de {\displaystyle f(x,s)}) que es irreducible por el criterio de Eisenstein. Por tanto {\displaystyle f(x,s)} debe ser irreducible sobre {\displaystyle \mathbb {Q} (s)}. Más aún, {\displaystyle f(x,s)} puede escribirse de la forma
{\displaystyle x^{n}-x/2-1/2-(s-1/2)(x+1)}
y así {\displaystyle f(x,1/2)} puede factorizarse como:
{\displaystyle (x-1)(1+2x+2x^{2}+\ldots +2x^{n-1})/2},
cuyo segundo factor es irreducible por el criterio de Eisenstein. Acabamos de demostrar que el grupo {\displaystyle \operatorname {Gal} (f(x,s)/\mathbb {Q} (s))} es doblemente transitivo.
Podemos ahora deducir que este grupo de Galois contiene una trasposición. Usando el escalado {\displaystyle (1-n)x=ny} se obtiene
{\displaystyle y^{n}-s((1-n)/n)^{n-1}y-s((1-n)/n)^{n}}
y mediante {\displaystyle t=s(1-n)^{n-1}/n^{n}} se obtiene ahora
{\displaystyle g(y,t)=y^{n}-nty+(n-1)t},
que puede reescribirse como
{\displaystyle y^{n}-y-(n-1)(y-1)+(t-1)(-ny+n-1)}.
Entonces {\displaystyle g(y,1)} tiene 1 como raíz doble y sus otras {\displaystyle n-2} raíces son simples, lo que implica que existe una transposición en {\displaystyle \operatorname {Gal} (f(x,s)/\mathbb {Q} (s))}. Cualquier grupo de permutaciones doblemente transitivo que contenga una trasposición es un grupo simétrico completo.
El teorema de irreducibilidad de Hilbert implica entonces que un conjunto infinito de números racionales dan especializaciones de {\displaystyle f(x,t)} cuyos grupos de Galois son {\displaystyle S_{n}} sobre {\displaystyle \mathbb {Q} }. De hecho este conjunto de racionales es denso en {\displaystyle \mathbb {Q} }.
El discriminante de {\displaystyle g(y,t)} es igual a
{\displaystyle (-1)^{n(n-1)/2}n^{n}(n-1)^{n-1}t^{n-1}(1-t)},
que no es, en general, un cuadrado perfecto.

### Grupos alternados
Las soluciones para grupos alternados deben tratarse por separado para los grados par e impar. Sea
{\displaystyle t=1-(-1)^{n(n-1)/2}nu^{2}}.
Tras esta sustitución el discriminante de {\displaystyle g(y,t)} es igual a
{\displaystyle n^{n+1}(n-1)^{n-1}t^{n-1}u^{2}},
que es un cuadrado perfecto cuando {\displaystyle n} es impar.
En el caso par sea {\displaystyle t} el recíproco de
{\displaystyle 1+(-1)^{n(n-1)/2}(n-1)u^{2}},
de donde {\displaystyle 1-t} se hace
{\displaystyle t(-1)^{n(n-1)/2}(n-1)u^{2}},
y el discriminante se hace
{\displaystyle n^{n}(n-1)^{n}t^{n}u^{2}},
que es un cuadrado perfecto cuando {\displaystyle n} es par.
De nuevo, el teorema de irreducibilidad de Hilbert implica la existencia de infinitas especializaciones cuyos grupos de Galois son grupos alternados.

## Grupos rígidos
Supongamos que {\displaystyle C_{1},\ldots ,C_{n}} son clases de conjugación de un grupo finito {\displaystyle G}, y sea {\displaystyle A} el conjunto de n-tuplas {\displaystyle (g_{1},\ldots ,g_{n})} de {\displaystyle G} tales que {\displaystyle g_{i}} está en {\displaystyle C_{i}} y el producto {\displaystyle g_{1}\cdots g_{n}} es trivial. Entonces se dice que {\displaystyle A} es rígido si es no vacío, {\displaystyle G} actúa transitivamente sobre él por conjugación, y cada elemento de {\displaystyle A} genera {\displaystyle G}.
Thompson (1984) mostró que si un grupo finito {\displaystyle G} posee un subgrupo rígido, entonces es muy posible que pueda realizarse como grupo de Galois sobre una extensión ciclotómica de los racionales.
Esto puede usarse para mostrar que muchos grupos simples finitos, incluido el grupo simple monstruo, son grupos de Galois de extensiones de los racionales.
El paradigma de la rigidez es el grupo simétrico {\displaystyle S_{n}}, que está generado por un n-ciclo y una trasposición cuyo producto es un (n−1)-ciclo. La construcción en la sección precedente hacía uso de estos generadores para determinar el grupo de Galois de un polinomio.

## Una construcción mediante una función modular elíptica
Sea {\displaystyle n} un entero mayor que 1. Un retículo Λ en el plano complejo de periodo {\displaystyle \tau } contiene un subretículo Λ' de periodo {\displaystyle n\tau }. Este último pertenece al conjunto finito de subretículos permutados por el grupo modular PSL(2,Z), que se basa en cambios de base para Λ. Sea {\displaystyle j} la función modular elíptica de Klein. Definamos el polinomio {\displaystyle \varphi _{n}} como el producto de las diferencias {\displaystyle (X-j(\wedge _{i}))} sobre los subretículos conjugados. Como polinomio en {\displaystyle X}, {\displaystyle \varphi _{n}} tiene coeficientes que son polinomios sobre {\displaystyle \mathbb {Q} } en {\displaystyle j(\tau )}.
En los retículos conjugados, el grupo modular actúa como PGL(2,Zn). Se sigue que {\displaystyle \varphi _{n}} tiene grupo de Galois isomorfo a PGL(2,Zn) sobre {\displaystyle \mathbb {Q} (J(\tau ))}.
El teorema de irreducibilidad de Hilbert permite obtener un conjunto infinito (y denso) de números racionales que especializan {\displaystyle \varphi _{n}} a polinomios con grupo de Galois PGL(2,Zn) sobre {\displaystyle \mathbb {Q} }. Los grupos PGL(2,Zn) incluyen infinitos grupos no resolubles.